# Agaricus campigenus
Agaricus campigenus är en svampart som beskrevs av Berk. 1855. Agaricus campigenus ingår i släktet champinjoner och familjen Agaricaceae.   Inga underarter finns listade i Catalogue of Life.